# Saint-Laurent-des-Hommes
Saint-Laurent-des-Hommes is een gemeente in het Franse departement Dordogne (regio Nouvelle-Aquitaine). De plaats maakt deel uit van het arrondissement Périgueux. Saint-Laurent-des-Hommes telde op 1 januari 2022 1.022 inwoners.

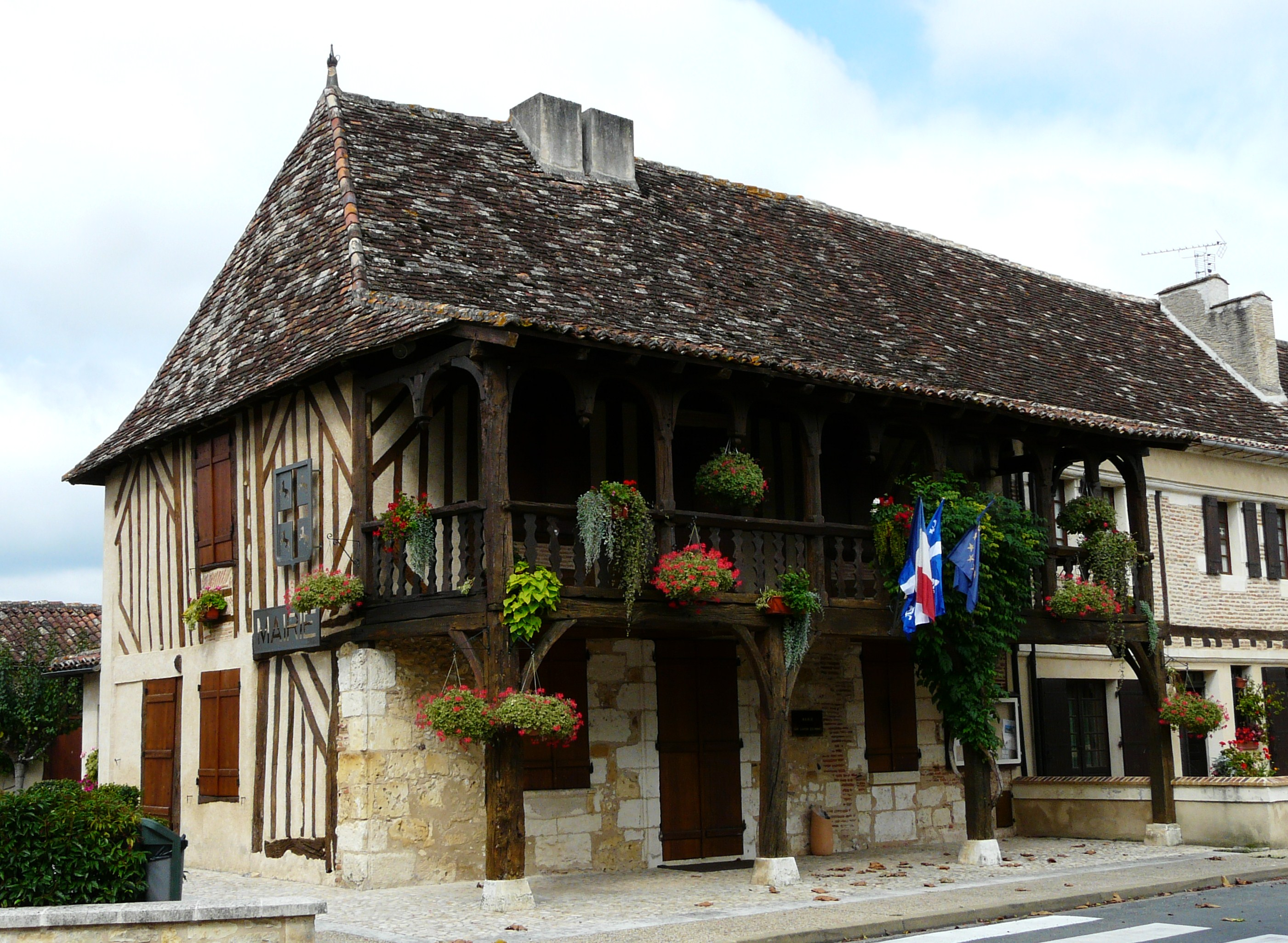
Gemeentehuis
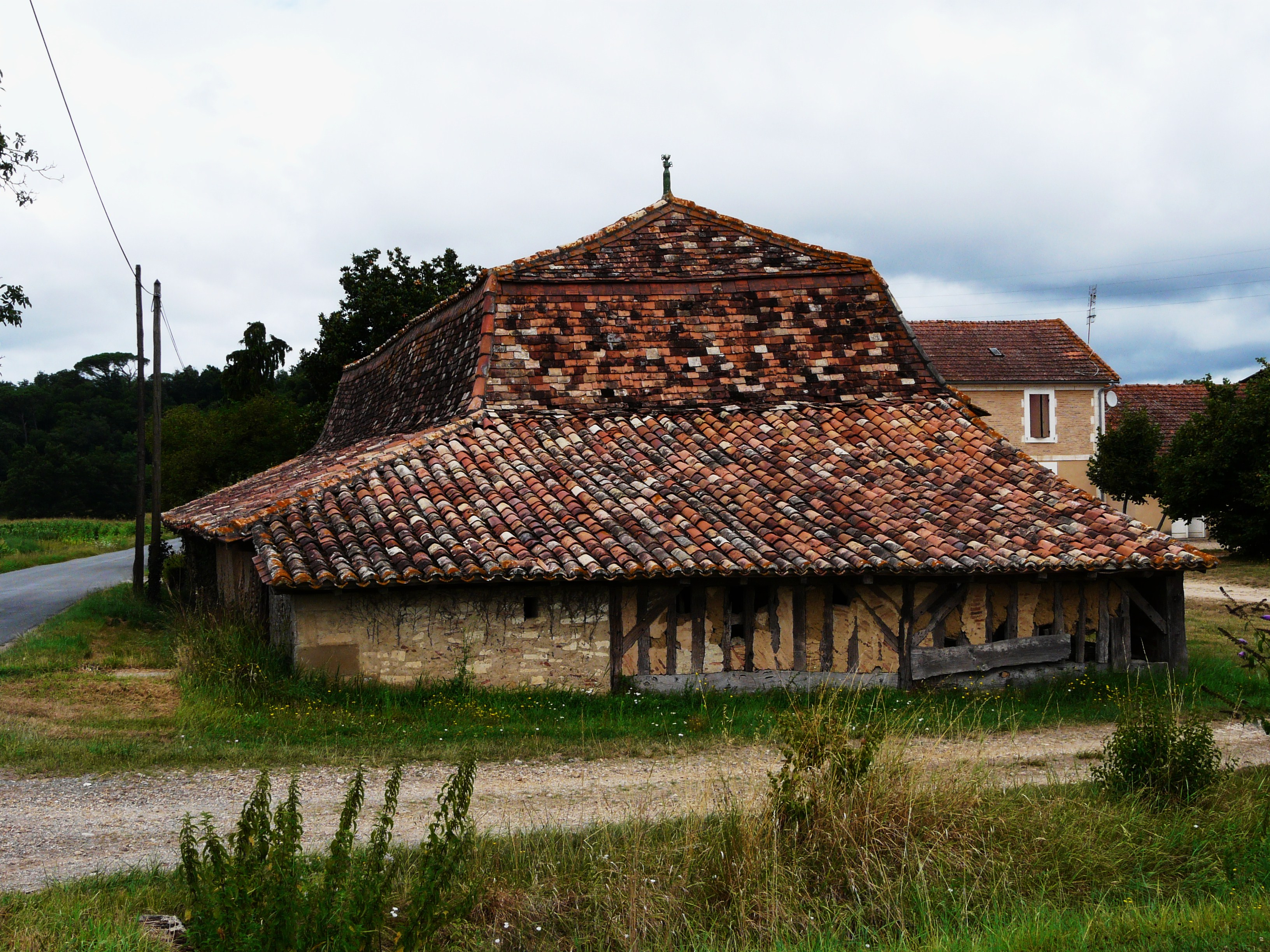
Oude schuur bij Saint-Laurent-des-Hommes
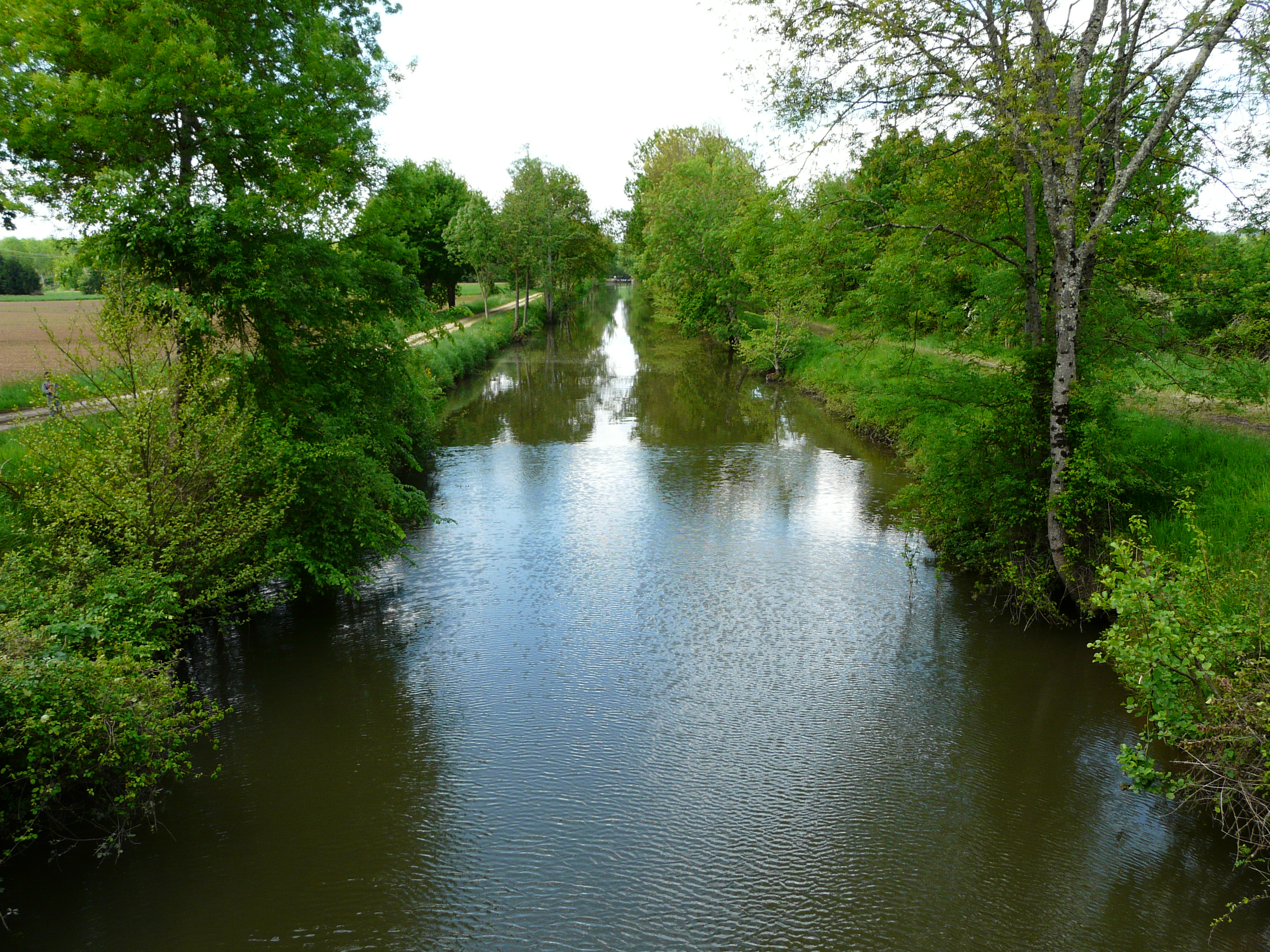
Kanaal Filolie bij Saint-Laurent-des-Hommes
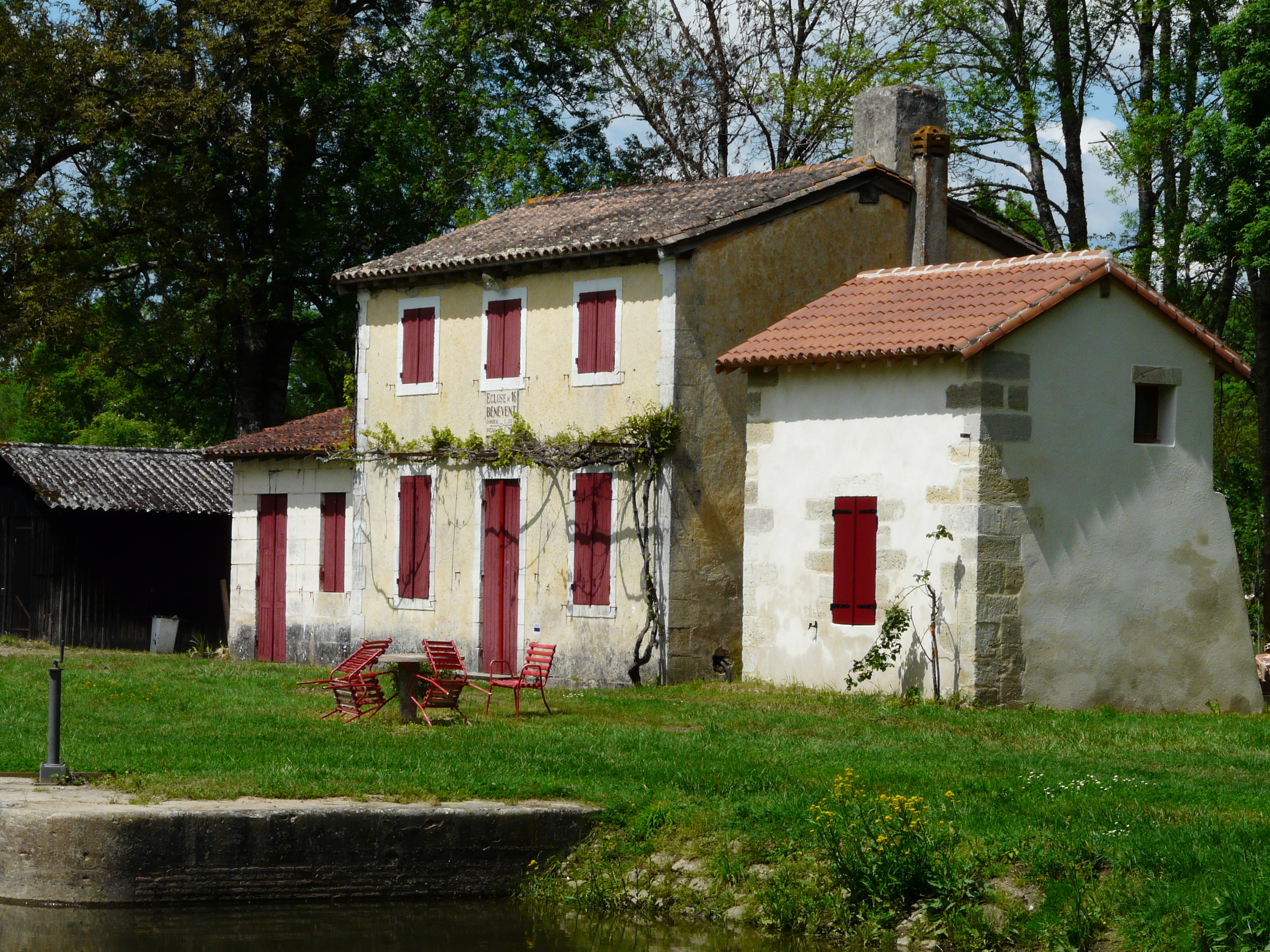
Het sluishuis van Bénévent (1843) aan het kanaal Filolie

## Geografie
De oppervlakte van Saint-Laurent-des-Hommes bedraagt 31,94 km², de bevolkingsdichtheid is 32 inwoners per km² (per 1 januari 2019). Door de gemeente stroomt de Isle.
De onderstaande kaart toont de ligging van Saint-Laurent-des-Hommes met de belangrijkste infrastructuur en aangrenzende gemeenten.

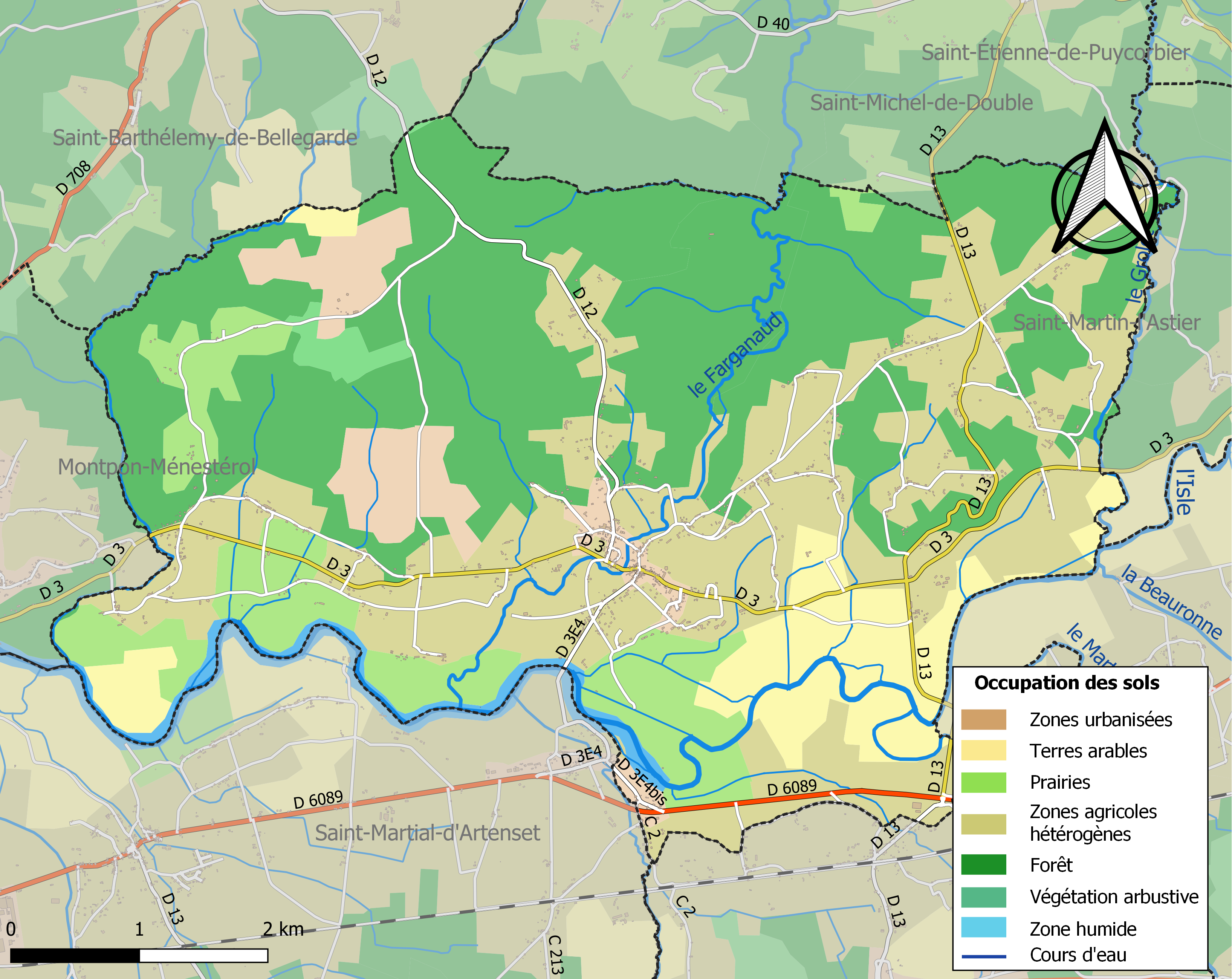

## Demografie
Onderstaande figuur toont het verloop van het inwonertal (bron: INSEE-tellingen).